# Nomenclature of Sources of Emission – Process List
Die Nomenclature of Sources of Emissions – Process List (NOSE-P) ist ein von der Europäischen Union eingeführtes Kodierungssystem für emissionsverursachende technische Prozesse und Verfahren.
Dieses Kodierungssystem wurde ausgehend von der in CORINAIR verwendeten SNAP-Nomenklatur (SNAP = Selected Nomenclature for Air Pollution) entwickelt.
Für das Europäische Schadstoffemissionsregister (EPER) wurde ein verkürzter, aus 5 Ziffern bestehender NOSE-P-Kode im Format xxx.xx entwickelt. Diese verkürzten NOSE-P-Codes für verschiedene wirtschaftliche, emissionsverursachende Tätigkeiten sind im Anhang A2 der Entscheidung der Kommission vom 17. Juli 2000 über den Aufbau eines Europäischen Schadstoffemissionsregisters (EPER) gem. Artikel 15 der Richtlinie 96/61/EG des Rates über die integrierte Vermeidung und Verminderung der Umweltverschmutzung (IPPC) (2000/479/EG) aufgeführt.